# ماتياس بينتوس
ماتياس بينتوس (بالإسبانية: Mathías Pintos)‏ هو لاعب كرة قدم أوروغواياني في مركز الدفاع، ولد في 26 ديسمبر 1999 في مونتيفيديو في الأوروغواي. لعب مع بنيارول ونادي ليفربول.

## وصلات خارجية
- ماتياس بينتوس على موقع قاعدة بيانات كرة القدم.إي يو (الإنجليزية)
- ماتياس بينتوس على موقع Soccerway.com (الإنجليزية)